# 坂本雄一
坂本雄一（日语：／ Sakamoto Yūichi，1967年9月1日—2023年4月6日）是日本陆上自卫队的自卫官。曾经以陆将（陆军中将）军衔担任日本陆上自卫队第8师团长第39任师团长职务，仅任职7天便因遭遇直升机坠毁事故殉職。

## 经历
坂本雄一1967年出生于北海道旭川市。1991年3月防卫大学校（35期）毕业后，正式加入陆上自卫队。先后在第9普通科联队（步兵團）、第3普通科联队和第28普通科联队服役。2013年12月，坂本雄一升任第3联队联队长。
2017年3月坂本雄一晋升为陸將補（少将），任自卫队中部方面隊副幕僚长。2019年8月坂本转任陸上總隊司令部運用部长（作戰部長），2021年3月调任陆上自卫队第12旅团旅团长，期间还在防务省担任了其他国防政策规划和部队作战相关职务。2023年3月，坂本晋升为陸將（中将），并升任第8师团师团长。在上任次日举行的到任仪式上，他说，“在严峻的安全环境下，我们的战斗方式正在发生变化。我希望你们意识到变化和进化并尝试接受挑战。”此外，在就任仪式的新闻发布会上，坂本表示“我要将第8师团打造成社会信任和喜爱的（部队）。”對於「台灣有事」對日本產生的影響，坂本表示「如果發生入侵，我們將在島上部署軍隊，阻止侵略行為。」

## 事故
2023年4月6日，坂本乘坐陆上自卫队的一架UH-60JA黑鹰直升机前往宫古岛视察。下午3点46分左右，从陆上自卫队宫古岛分部基地起飞，下午3点56分，在宫古岛附近飞行的飞机突然从雷达消失。由于在周边海域发现了漂浮物和被认为是飞机一部分的油污，因此防卫省确定坂本的座机遭受了事故，并正在与日本海上保安厅一起搜寻飞机。和坂本一起失踪的还有师团参谋长在内的3名师团干部、2名陆自飞行员、2名飞行整备员，共10人。4月21日，陆上自卫队确认遇难者之一身份为坂本雄一。

4月6日坂本搭乘直升机视察之路线图。右下方红点为宫古岛基地。

## 年表
- 1991年（平成3年）
  - 3月：防卫大学校毕业（第35期）加入陆上自卫队（第72期干部候补生）[9]
  - 9月：入職第9普通科联队[10]
- 1992年（平成4年）3月：晋升为3等陸尉（少尉）
- 1995年（平成7年）：转隸第3普通科联队[10]
- 1998年（平成10年）3月：进修于陸上自衛隊幹部候補生学校[10]
- 1999年（平成11年）8月：入读陸上自衛隊幹部候補生学校指挥幕僚課程[10]
- 2001年（平成13年）8月：转隸第28普通科联队[10]
- 2003年（平成15年）
  - 3月：就职于陆上自卫队研究本部[10]
  - 8月：兼任外务省（欧洲事务局兼防衛省防衛政策局）顾问[10]
- 2005年（平成17年）
  - 3月：调任陸上幕僚監部调查課就职[10]
  - 7月：升任2等陸佐（中校）
- 2006年（平成18年）
  - 3月：调任陸上幕僚監部運用保障与情報部情報課就职[10]
  - 8月：转任陸上幕僚監部防卫課[10]
- 2010年（平成22年）
  - 3月：进入陆上自卫队研究本部担任职务[10]
  - 8月：就读防衛研究所（英语：防衛研究所）一般课程（军官学校）[10]
- 2011年（平成23年）
  - 7月：结束进修，返回陆上自卫队研究本部继续任职[10]
  - 12月：担任统合幕僚监部防卫計划部防衛課防卫组组长[10]
- 2013年（平成25年）12月18日：升任第3普通科联队联队長[10]
- 2015年（平成27年）8月4日：担任陸上幕僚監部監理部情报室長[10]
- 2017年（平成29年）3月27日：晋升为陸將補（少將）、中部方面總監部幕僚副長[11]
- 2019年（令和1年）8月23日：出任陸上總隊司令部運用部長[12]
- 2021年（令和3年）3月26日：就任陆上自卫队第12旅团旅团长[13]0
- 2023年（令和5年）3月30日：晋升陸將（中將），任第8师团第39任师团长[14]
- 2023年（令和5年）4月6日：2023年日本自卫队直升机坠海事故遇难殉职